# Flagel·lació de Jesús

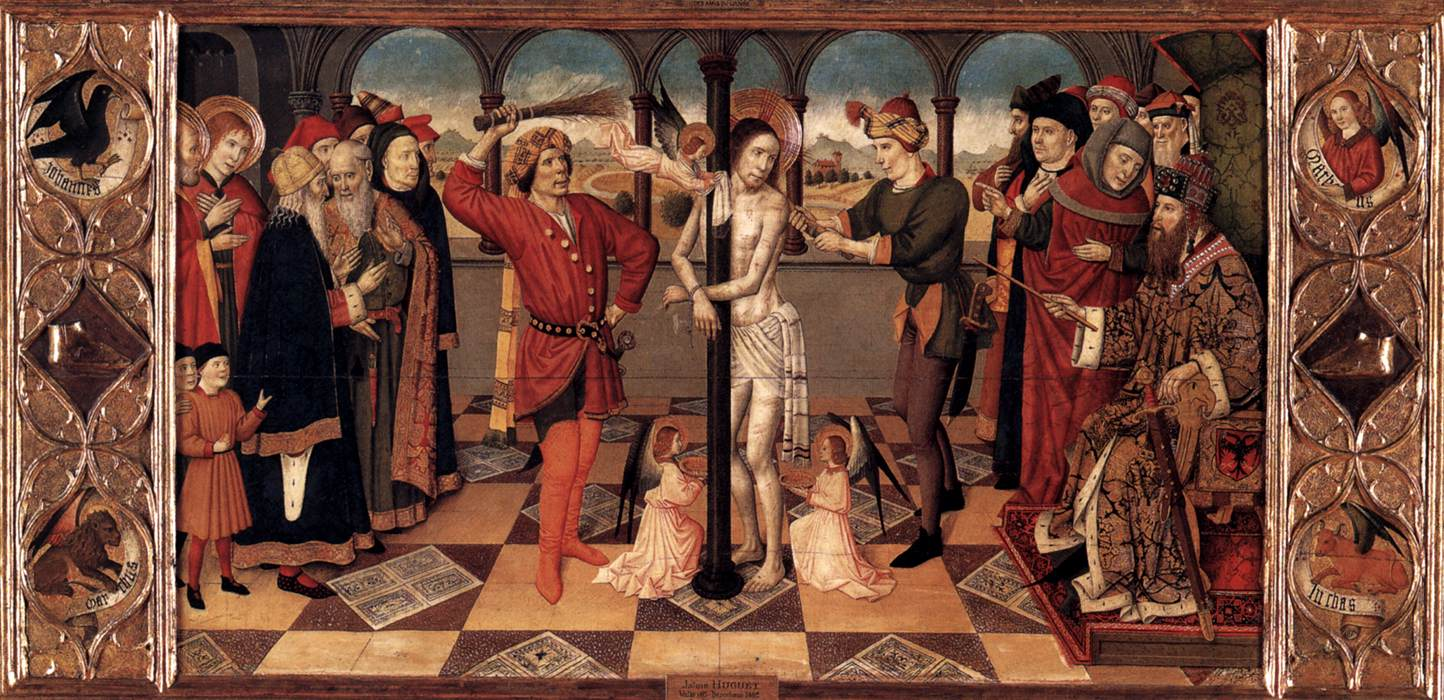
La Flagel·lació, predel·la pintada per Jaume Huguet per a un retaule dedicat a Sant Marc (1436). Museu de Louvre

La flagel·lació de Jesús també coneguda com a Crist a la Columna, és, segons la tradició cristiana, un esdeveniment ocorregut al segle i on Jesús de Natzaret, considerat el fill de Déu i el Messies pels cristians, va ser fuetejat després del seu arrest i judici en el qual va ser condemnat per Ponç Pilat a ser fuetejat, i finalment crucificat.
Aquests fets són globalment nomenats la Passió, el cicle del sofriment redemptor de Jesús que amb la mort per crucifixió són elements essencials de la teologia cristiana, incloent-hi les doctrines de salvació i expiació. Dins del cicle de la Passió, la flagel·lació és la sisena estació en la qual també se li va imposar la corona d'espines.
A la Basílica de Santa Prassede a Roma es conserva una columna considerada l'original on va ser fuetejat Jesús.

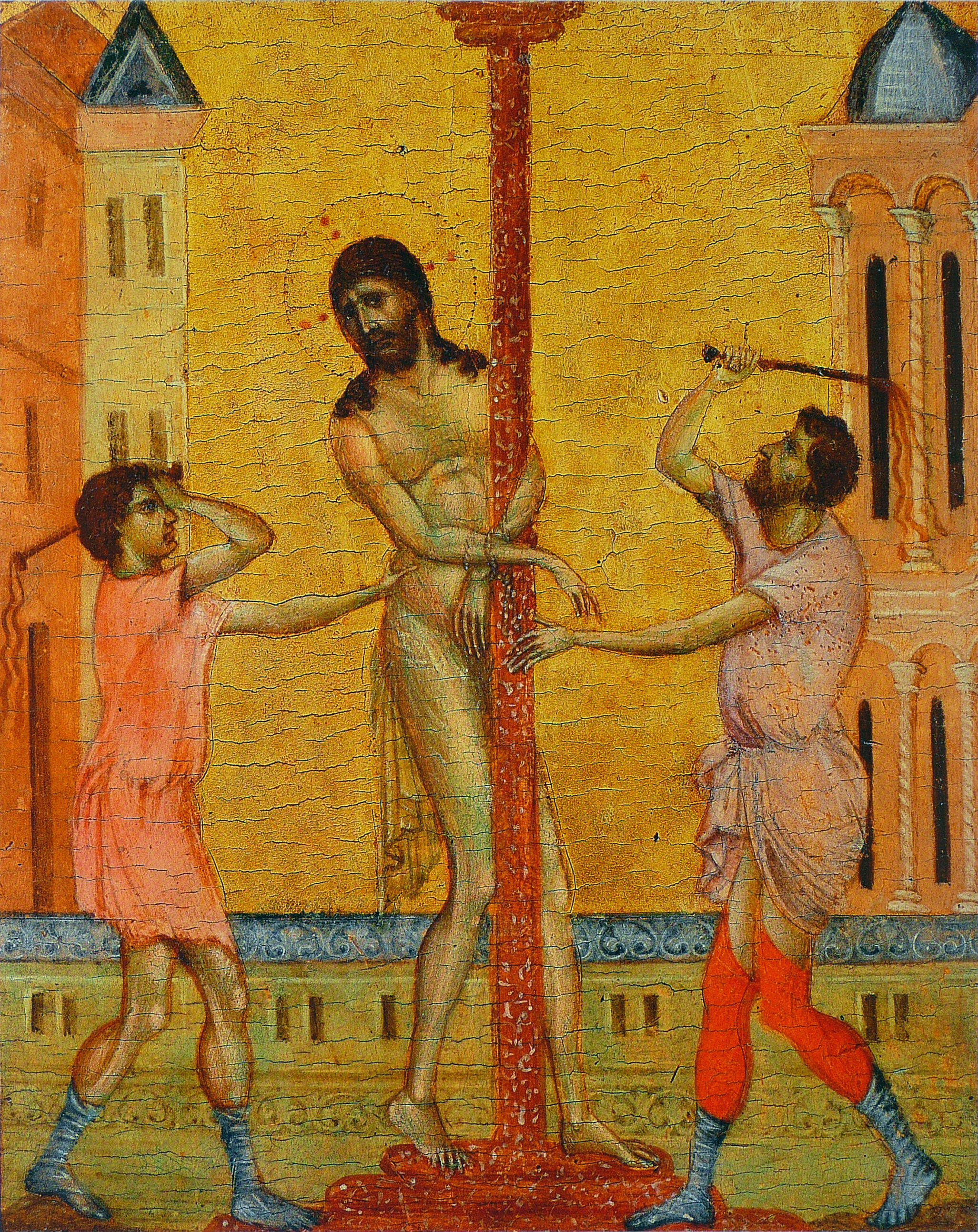
Obra de Cimabue (1280)

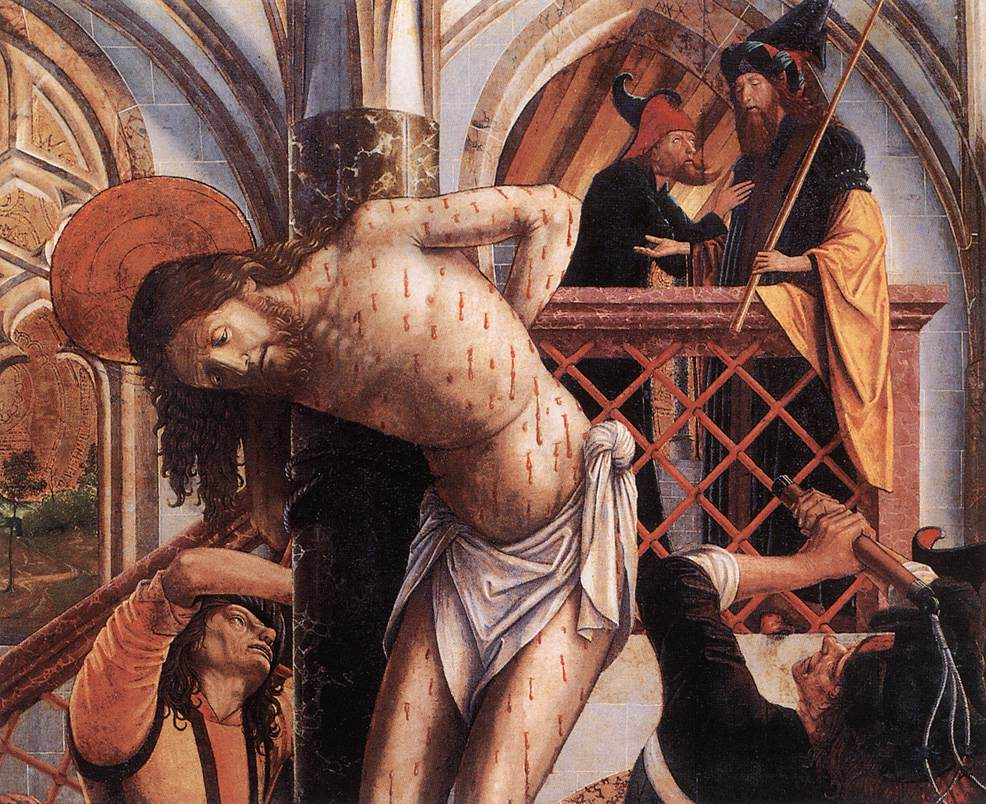
Obra de Michael Pacher (1490-8)

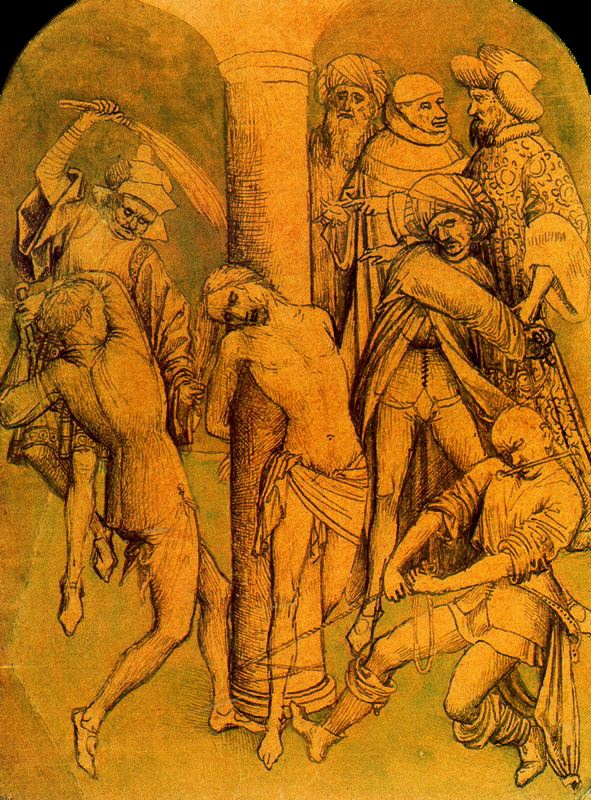
Una Flagel·lació de Vrancke van der Stockt, final del

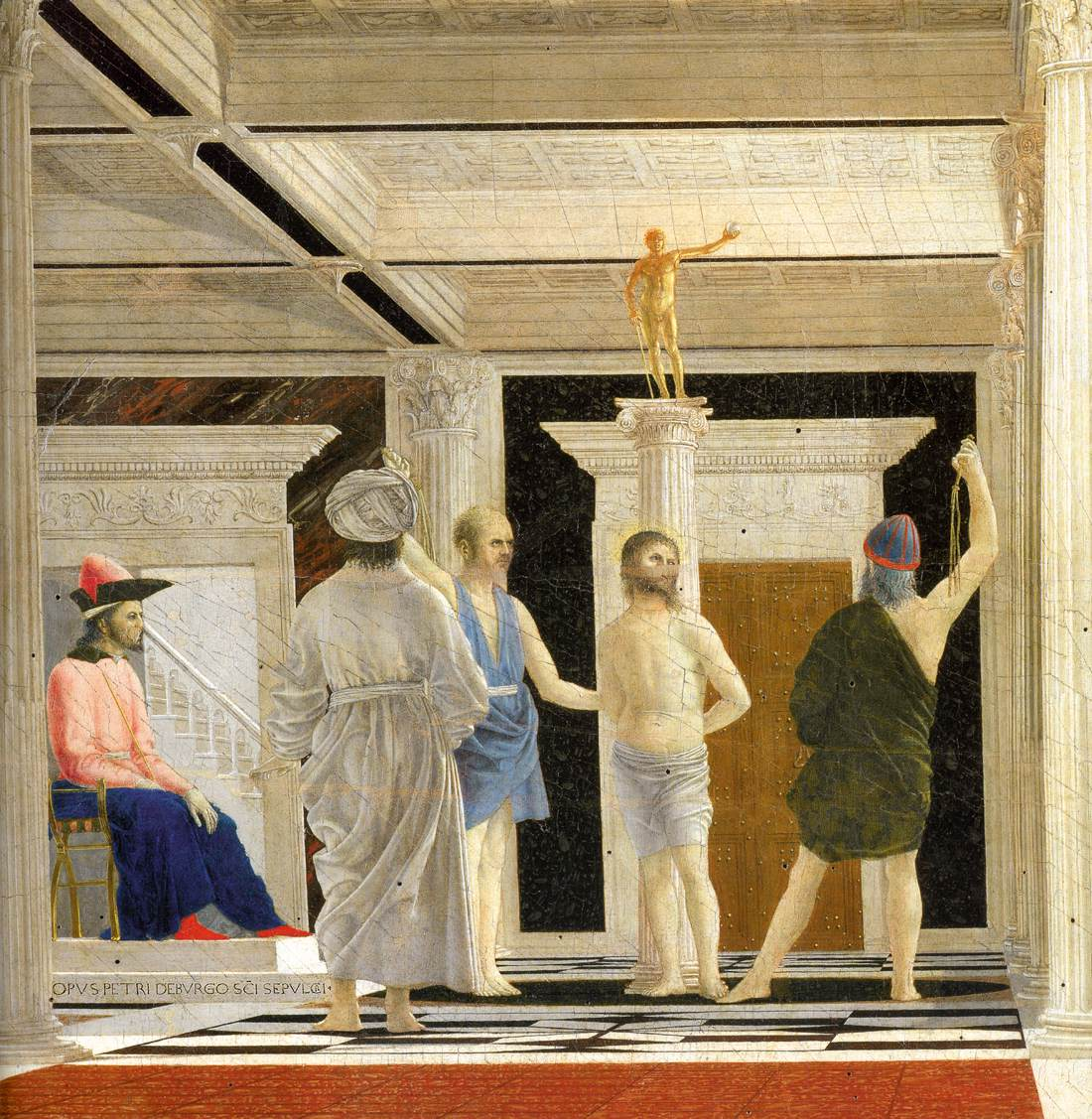
Flagel·lació de Piero della Francesca, 1455

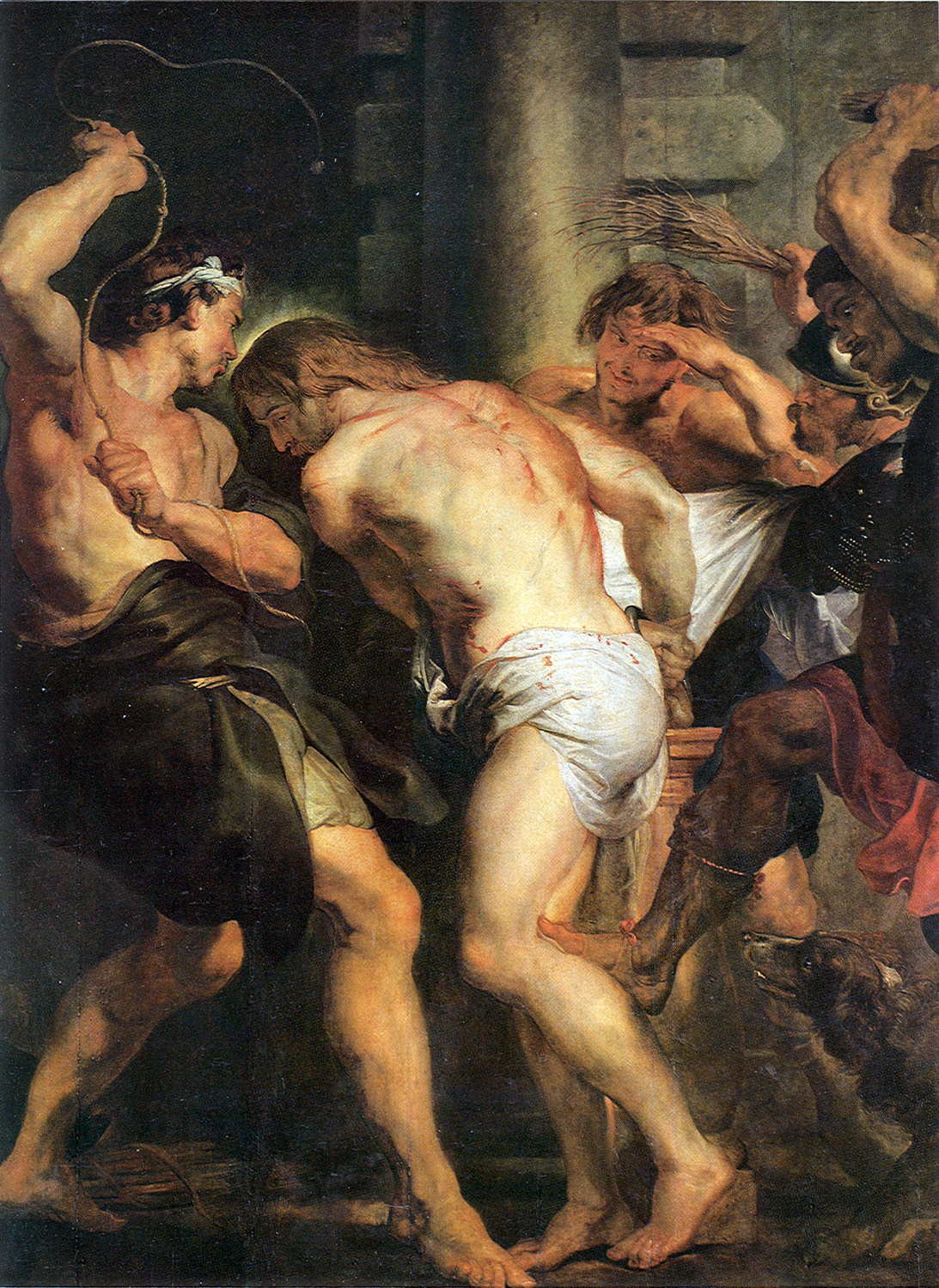
Una Flagel·lació de Rubens, 1617

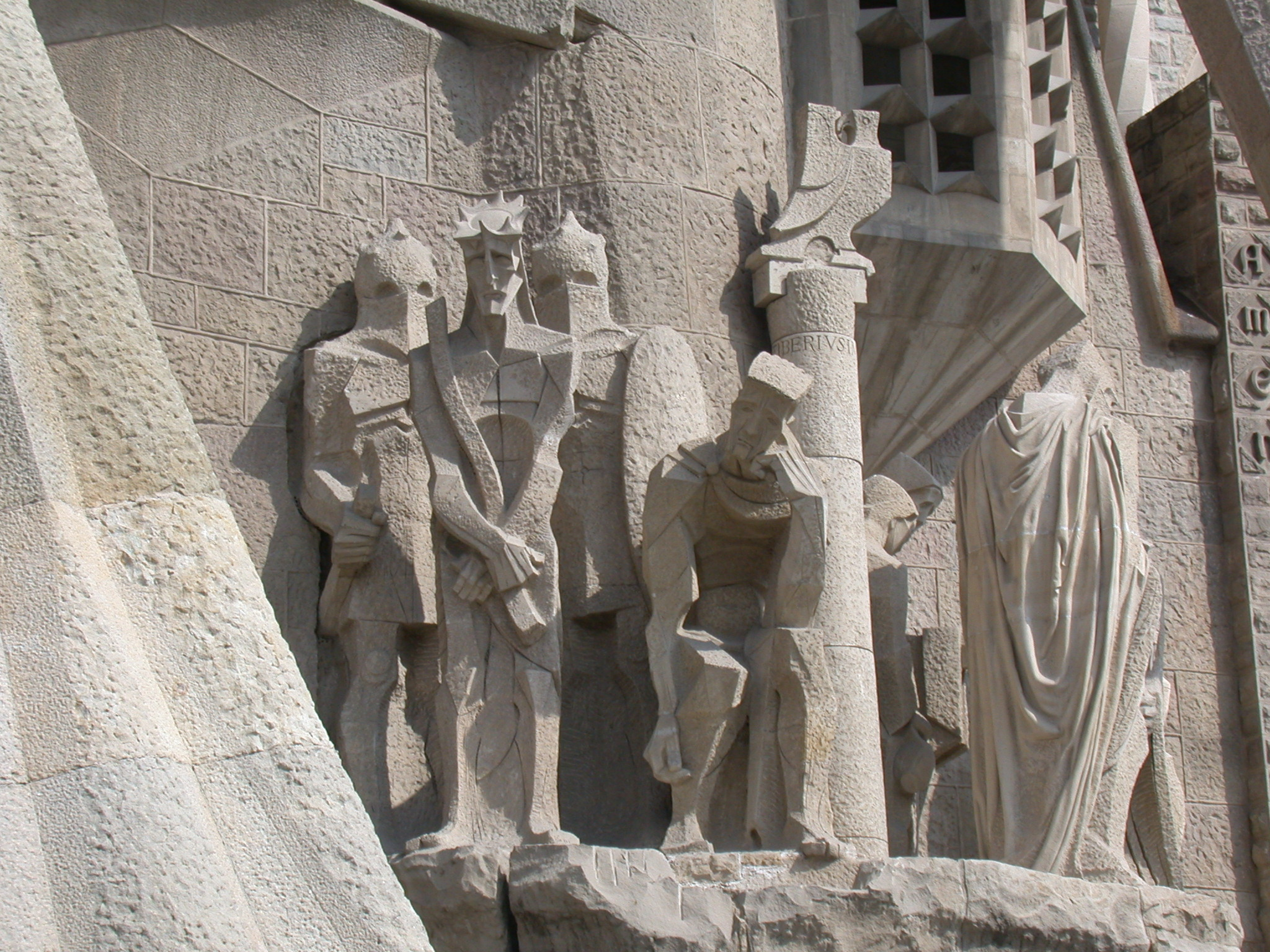
Grup escultòric de Subirachs a la Sagrada Família de Barcelona

## Descripció del fet
Segons el Nou Testament, Jesús va ser arrestat a Getsemaní després del Sant Sopar amb els dotze apòstols, i obligat a ser jutjat pel Sanedrí, Pilat, i Herodes Antipas, abans de ser lliurat per a ser crucificat. Després de ser fuetejat, va ser ridiculitzat pels soldats romans com el "rei dels Jueus", va ser vestit amb una capa morada, coronat amb espines, el varen colpejar i escopir, mentre es dirigia cap al lloc de la crucifixió.
L'esdeveniment de la flagel·lació està recollit als quatre evangelistes, als anomenats evangelis apòcrifs, i en els sermons, visions o escrits dels sants i pares de l'Església.
Als evangelis no es recull que fos lligat a una columna, ja que esmenten el càstig del flagell però sense descriure els detalls. És el cas de Mateu 27:26 que narra: «després de fer assotar Jesús, el va entregar perquè fos crucificat», i de Marc 15:15 qui recull que: «...va entregar Jesús, després de fer-lo assotar, perquè fos crucificat». Per la seva banda, a Joan 19:1 s'introdueix un element de confusió, ja que situa l'assotament abans del pronunciament de la sentència, com si fos un intent de Pilat de calmar al poble quan l'habitual era que l'assotament es portés a terme una vegada conclòs el procés. Per acabar, a Lluc 23 16:22, només esmenta «El faré assotar per escarmentar-lo i el deixaré lliure».
A l'evangeli apòcrif conegut com a Evangeli de Nicodem, també anomenat Actes de Pilat, al seu capítol IX, verset 11, diu: «El teu poble t'ha desmentit com a rei. Per això he decretat que en primer lloc siguis flagel·lat, d'acord amb l'antic costum dels reis pietosos, i que després siguis penjat de la creu a l'hort on va ser capturat».
La referència suposadament feta per Pilat sobre l'aplicació històrica de la flagel·lació com a càstig, es remunta al Deuteronomi 25:2 on es descrivien les normes del poble jueu i on es fixava en quaranta el nombre de cops permès. Els fariseus, amb la voluntat de no sobrepassar aquest límit que estava expressament prohibit, els varen reduir a trenta-nou fuetades repartides en tretze cops al tòrax i tretze a cada costat de l'esquena. Quan es feia servir el fuet de tres cordes el nombre de fuetades era només de tretze, segons explica Flavi Josep.
A la llei romana, però, no havia límit en el nombre de cops, amb l'únic límit que el càstig no provoqués la mort del condemnat a conseqüència de les fuetades i deixar que fos conseqüència del suplici de la crucifixió o una altra pena capital com la decapitació o l'abrasament. El càstig es rebia dempeus amb les mans lligades a un pal o columna truncada, d'uns quaranta
centímetres d'alçada, totalment nu i amb les cames obertes, de manera que, en estar ajupit, oferís l'esquena als seus torturadors.
Les sentències romanes eren executades per soldats legionaris reclutats entre els enemics del poble jueu, com els sirians. D'aquí l'acarnissament en l'aplicació de les sentències.

## Tractament en l'art
Tot i no aparèixer a les narracions, un element que no falta a la iconografia és la columna, convertida en un dels instruments de la Passió més característics. La forma i les proporcions d'aquest instrument han variat amb el transcurs dels segles. Fins a la fi de l'Edat Mitjana la columna a la qual està lligat Jesús és alta i fina.
A l'art barroc de la Contrareforma va ser reemplaçada per una columna baixa i gruixuda. El canvi es troba en la història de les relíquies, ja que existien dues «columnes de la Flagel·lació», la primera a Jerusalem i la segona a Roma, que van haver de competir entre elles influint successivament en la iconografia d'aquest episodi de la Passió de Crist.
L'art de l'Edat Mitjana va prendre com a model la columna de Jerusalem, més coneguda per als pelegrins de Terra Santa i pels croats. El fragment que s'exhibeix d'aquesta peça a la capella dels franciscans de l'església del Sant Sepulcre té una mida de tan sols uns seixanta centímetres. Es va dir que va ser trobada a casa de Caifàs, un fet contradictori, ja que la flagel·lació no va tenir lloc a casa seva sinó a la de Pilat. Els components de teatralitat d'aquesta columna inclouen unes taques vermelloses de la sang de Jesús a la part alta i la impressió de les seves mans sobre la pedra.
La segona columna, baixa i amb forma de balustre, conservada a la basílica de Santa Prassede a Roma des de 1233, no va comptar amb l'interès de l'art fins al segle xvii. Havia estat portada des del pretori de Pilat pel cardenal Giovanni Colonna. Tot i no comptar amb les mateixes garanties d'autenticitat que la de Jerusalem, durant el concili de Trento se li van adjudicar tots els honors i va ser adoptada pels artistes de la Contrareforma com a icona a partir del segle xvii.
Pel que fa a la representació dels botxins, comença per influència del teatre de la Passió, i acostumen a tenir un aspecte caricaturesc i de brutalitat. Habitualment es representen dos personatges, si bé hi ha alguns exemples amb un o tres botxins.
Quant als instruments de flagel·lació, en l'art medieval predomina l'assot fet a base de cordes amb nusos.També apareixen amb molta freqüència els feixos de branques tendres.
Les escenes amb una iconografia medieval es limitaven als personatges principals, si bé els drames litúrgics representats des del segle xi a les esglésies porten a la recerca de situacions carregades de dramatisme i a augmentar el desenvolupament de la qualitat pictòrica i a la incorporació d'espectadors a l'escena. En tractar-se de personatges no recollits als evangelis, varien en funció de criteris artístics. Sovint són personatges anònims que fan d'espectadors; d'altres es representa Pilat que, després de donar l'ordre, controla la situació, o també a alguns soldats romans que fan guàrdia supervisant que el càstig s'executi amb normalitat.
Excepcionalment es representa a l'escena a la Mare de Déu, una imatge derivada de la creença de santa Brígida de Suècia qui assegurava que la Maria havia assistit a la Flagel·lació i que havia caigut esvaïda davant la visió de la sang.
Altres variants situen en escena a Sant Pere penedit després de la negació, suplicant el perdó de Jesús agenollat davant seu i amb el gall posat sobre la columna de la flagel·lació. Judes també ha estat representat amb les trenta monedes de plata cobrades per la traïció a les seves mans, observant espantat l'escena des d'una finestra, una representació contradictòria, ja que l'evangeli de Mateu 27:5, Judes es va penjar abans de la Flagel·lació.
Pel que fa a la dimensió temporal de la representació, habitualment es representa el moment del càstig. Ara bé, algunes representacions corresponen al moment previ, coincidint per tant amb el judici i els preparatius i, també amb l'escena posterior amb Jesús caigut al peu del pilar abatut davant els testimonis. Aquestes darreres representacions es varen popularitzar a partir de la interpretació que va fer l'italià del segle xvi Bernardino Luini en un fresc del monestir san Maurizio Maggiore de Milà, on Santa Catalina i Sant Nicolau flanquegen Crist postrat.